# Strona nawietrzna
Strona nawietrzna – strona, na którą wieje wiatr. Burtą nawietrzną jednostki pływającej nazywa się tę stronę, z której wieje wiatr. W przypadku, gdy jednostka żegluje kursem fordewind lub fałszywy baksztag, nawietrzna strona jest przeciwna do tej, po której niesiony jest grot. Nawietrzna strona góry lub wyspy to ta, na którą wieje wiatr.